# Gennadi Wladimirowitsch Bely

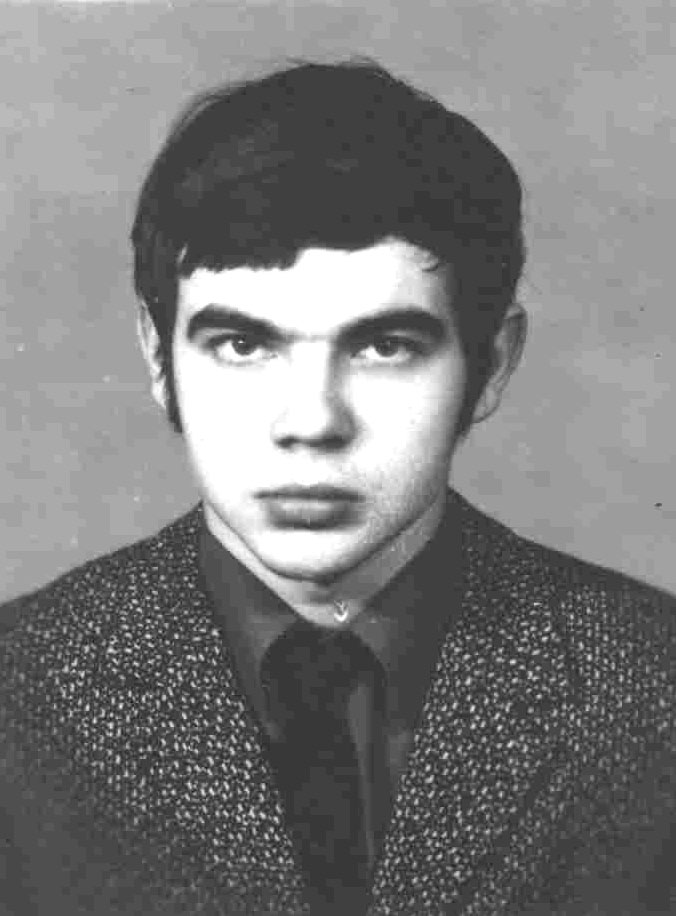
Gennadi Bely

Gennadi Wladimirowitsch Bely (russisch Генна́дий Влади́мирович Бе́лый, englische Transkription Gennadii Vladimirovich Belyi, wiss. Transliteration Gennadij Vladimirovič Belyj; ukrainisch Генадій Володимирович Білий/Henadij Wolodymyrowytsch Bilyj; * 2. Februar 1951 in Magnitogorsk; † 29. Januar 2001 in Wladimir (Russland)) war ein sowjetisch-ukrainischer Mathematiker, der sich mit algebraischer Zahlentheorie beschäftigte.
Bely wuchs in der ukrainischen Oblast Dnipropetrowsk auf und ging in Kiew zur Schule. Ab 1968 studierte er Mathematik an der Lomonossow-Universität in Moskau. Nach der Promotion arbeitete er in Kiew und Lwiw und war ab 1975 Kandidat am Steklow-Institut in Moskau bei Igor Schafarewitsch, bei dem er sich 1979 habilitierte (russischer Doktortitel). Ab 1978 lehrte er an der Staatlichen Universität Wladimir im russischen Wladimir als Assistent und ab 1982 als Professor.
Bely arbeitete vor allem über die Galoistheorie algebraischer Zahlkörper. Bekannt ist er für den Satz von Belyi, der von Alexander Grothendieck vermutet worden war. Er besagt, dass genau diejenigen kompakten Riemannsche Flächen als komplexe algebraische Kurven über einem Zahlkörper definiert werden können, die eine Überlagerungsabbildung  auf die Riemannsphäre (komplexe projektive Gerade) mit maximal drei Verzweigungspunkten ist (meist bei 0, 1 und dem Punkt im Unendlichen gewählt) besitzen. Der Satz spielt in Grothendiecks Programm von Kinderzeichnungen (Dessins d´Enfants in Esquisse d' un Programme, 1984) eine Rolle, einfachen Graphen auf Riemannflächen zum Studium der Wirkung der absoluten Galoisgruppe über den rationalen Zahlen, sowie in der inversen Galoistheorie.

## Schriften
- On the Galois extensions of maximally cyclotomic fields, Izvestija Akad. Nauka SSSR, Bd. 43, 1979, S. 267–276 (Satz von Belyi)